# 片岡大育
片岡 大育（かたおか だいすけ、1988年10月17日 - ）は、高知県出身の男子プロゴルファー。四国学院大学香川西高等学校卒業。

## 来歴・人物
1988年10月17日高知県生まれ。少年時代は野球を経験。中学1年生（13歳）のときに父親の薦めがありゴルフを始め、四国ジュニアゴルフ選手権（男子12～14歳の部）などで活躍。四国学院大学香川西高等学校に進学後、2006年に四国アマチュアゴルフ選手権競技で大会史上初の高校生王者、中四国オープンゴルフ選手権競技などで優勝するなどの成績を残す。
2007年11月29日にツアープロへ転向し、2008年マンシングウェアオープンKSBカップでプロデビュー。その後2011年よりアジアンツアーにも出場している。2015年に関西オープンゴルフ選手権競技でプロ初優勝。2016年にトップ杯東海クラシック、2017年にアジアパシフィックダイヤモンドカップでそれぞれ優勝した。
得意なクラブはパター、キャディはプロキャディの伊能恵子。2014年より高知県観光特使、2017年より高知県仁淀川町観光特使を務める。

## 優勝歴

### ツアー(3)
| No. | 日時          | 大会                                 | 優勝スコア            | 2位との差 | 2位                             |
| --- | ------------- | ------------------------------------ | --------------------- | --------- | ------------------------------- |
| 1   | 2015年5月24日 | 関西オープンゴルフ選手権競技         | -17 (66-67-67-67=267) | 3打差     | ブラッド・ケネディ              |
| 2   | 2016年10月2日 | トップ杯東海クラシック               | -16 (68-67-71-66=272) | 1打差     | 池田勇太                        |
| 3   | 2017年9月24日 | アジアパシフィックダイヤモンドカップ | -12 (67-69-66-70=272) | 2打差     | 高山忠洋／ プーム・サクサンシン |

### その他
- 2006年 - 四国アマチュアゴルフ選手権競技
- 2006年 - 四国ジュニアゴルフ選手権競技
- 2007年 - 香川県アマチュアゴルフ選手権競技
- 2007年 - 中四国オープンゴルフ選手権競技